# Курвеого
Курвеого (фр. Kourwéogo) — одна з 45 провінцій Буркіна-Фасо. Входить до складу області Центральне Плато. Адміністративний центр провінції — місто Буссе. Площа провінції становить 1588 км².

## Населення
За даними на 2013 рік чисельність населення провінції становила 155 792 людини.
 Динаміка чисельності населення провінції по роках: 
| 1996   | 1997   | 2005   | 2006   | 2013   |
| ------ | ------ | ------ | ------ | ------ |
| 115996 | 117370 | 146324 | 136017 | 155792 |

## Адміністративний поділ
В адміністративному відношенні поділяється на 5 департаментів:
- Буссе
- Лайе
- Ніу
- Сургубіла
- Тегін